# Erxleben (krater)
För andra betydelser, se Erxleben.
Erxleben är en nedslagskrater med en diameter på 31 kilometer, på planeten Venus. Erxleben har fått sitt namn efter den tyska läkaren Dorothea Erxleben.